# Uroš Medić
Uroš Medić (25 de abril de 1993) es un artista marcial mixto serbio que actualmente compite en la categoría de peso ligero de Ultimate Fighting Championship (UFC).

## Primeros años
Nacido y craigo en el suburbio de Novi Sad de Budisava, empezó en el Judo a los cuatro años de edad. También practicó kickboxing en Club Novi Sad bajo el coach Srdjan Nadrljanski. Uroš fue a los Estados Unidos en 2015 para ir a la universidad por el programa "Work and Travel" y se quedó en Anchorage por su trabajo en Anchorage BJJ.

## Carrera de artes marciales mixtas

### Dana White’s Contender Series
Medić enfrentó a Mikey Gonzalez el 4 de agosto de 2020, en Dana White's Contender Series 27. Ganó la pelea por TKO en el primer asalto y recibió un contrato con UFC

### Ultimate Fighting Championship

#### 2021
Medić enfrentó a Aalon Cruz el 6 de marzo de 2021, en UFC 259. Ganó la pelea por TKO en el primer asalto. Esta victoria lo hizo merecedor de su primer premio de Actuación de la Noche.
Medić enfrentó a Jalin Turner el 25 de septiembre de 2021, en UFC 266. Perdió la pelea por sumisión en el primer asalto.

#### 2022
Medić enfrentó a Omar Morales el 21 de mayo de 2022, en UFC Fight Night: Holm vs. Vieira. Ganó la pelea por TKO en el segundo asalto.
Medić estaba programado para enfrentar a Mike Davis el 1 de octubre de 2022, en UFC Fight Night 211. Sin embargo, Medić fue removido de la pelea por razones no reveladas.

#### 2023
Medić enfrentó a Matthew Semelsberger, reemplazando a Yohan Lainesse, el 29 de julio de 2023, en UFC 291. Ganó la pelea por TKO en el tercer asalto.
Medic estaba programado para enfrentar a Jonny Parson el 18 de noviembre de 2023, en UFC Fight Night 232. Sin embargo, Parson se retiró de la pelea por razones no reveladas y fue reemplazado por el debutante Myktybek Orolbai Uulu. Medic perdió la pelea por sumisión en el segundo asalto.

#### 2024
Medić enfrentó a Tim Means el 27 de abril de 2024, en UFC on ESPN 55. Ganó la pelea por nocaut con un gancho en el primer asalto. Esta pelea lo hizo merecedor de su segundo premio de Actuación de la Noche.

## Campeonato y logros
- Ultimate Fighting Championship
  - Actuación de la Noche (Dos veces) vs. Aalon Cruz y Tim Means[8][22]

## Récord en artes marciales mixtas
| Récord profesional | Récord profesional | Récord profesional |
| 14 peleas          | 11 victorias       | 3 derrotas         |
| ------------------ | ------------------ | ------------------ |
| Nocaut             | 9                  | 1                  |
| Sumisión           | 2                  | 2                  |

| Resultado | Récord | Oponente              | Método                            | Evento                                | Fecha                    | Ronda | Tiempo | Localización         | Notas                  |
| --------- | ------ | --------------------- | --------------------------------- | ------------------------------------- | ------------------------ | ----- | ------ | -------------------- | ---------------------- |
| Victoria  | 11-3   | Gilbert Urbina        | TKO (golpes)                      | UFC on ESPN: Dolidze vs. Hernández    | 9 de agosto de 2025      | 1     | 1:03   | Las Vegas, Nevada    |                        |
| Derrota   | 10-3   | Punahele Soriano      | TKO (golpes)                      | UFC Fight Night: Dern vs. Ribas 2     | 11 de enero de 2025      | 1     | 0:31   | Las Vegas, Nevada    |                        |
| Victoria  | 10–2   | Tim Means             | TKO (golpes)                      | UFC on ESPN: Nicolau vs. Perez        | 27 de abril de 2024      | 1     | 2:09   | Las Vegas, Nevada    | Actuación de la Noche. |
| Derrota   | 9–2    | Myktybek Orolbai Uulu | Sumisión (neck crank)             | UFC Fight Night: Allen vs. Craig      | 18 de noviembre de 2023  | 2     | 4:12   | Las Vegas, Nevada    |                        |
| Victoria  | 9–1    | Matthew Semelsberger  | TKO (puñetazo giratorio y golpes) | UFC 291                               | 29 de julio de 2023      | 3     | 2:26   | Salt Lake City, Utah | Pelea en peso wélter.  |
| Victoria  | 8–1    | Omar Morales          | TKO (golpes)                      | UFC Fight Night: Holm vs. Vieira      | 21 de mayo de 2022       | 2     | 3:05   | Las Vegas, Nevada    |                        |
| Derrota   | 7–1    | Jalin Turner          | Sumisión (rear-naked choke)       | UFC 266                               | 25 de septiembre de 2021 | 1     | 4:01   | Las Vegas, Nevada    |                        |
| Victoria  | 7–0    | Aalon Cruz            | TKO (golpes)                      | UFC 259                               | 6 de marzo de 2021       | 1     | 1:40   | Las Vegas, Nevada    | Acuación de la Noche.  |
| Victoria  | 6–0    | Mikey Gonzalez        | TKO (golpes)                      | Dana White's Contender Series 27      | 4 de agosto de 2020      | 1     | 2:12   | Las Vegas, Nevada    | Debut en peso ligero.  |
| Victoria  | 5–0    | Alonzo Leisholmn Jr.  | TKO (golpes)                      | Alaska FC 148                         | 22 de mayo de 2019       | 1     | 2:52   | Anchorage, Alaska    |                        |
| Victoria  | 4–0    | Jason Flowers         | Sumisión (triangle choke)         | Alaska FC 142                         | 17 de octubre de 2018    | 1     | 3:38   | Anchorage, Alaska    |                        |
| Victoria  | 3–0    | Nathan Feitosa        | TKO (golpes)                      | Alaska FC 138                         | 28 de marzo de 2018      | 2     | 0:51   | Anchorage, Alaska    |                        |
| Victoria  | 2–0    | Seth Kroll            | Sumisión (triangle choke)         | Alaska FC 136                         | 17 de enero de 2018      | 1     | 1:46   | Anchorage, Alaska    | Debut en peso wétler.  |
| Victoria  | 1–0    | Robert Rivera         | TKO (golpes)                      | Alaska FC: Land of the Midnight Sun 3 | 11 de junio de 2016      | 1     | N/A    | Anchorage, Alaska    | Debut en peso mediano. |